# Pétrel de Henderson
Pterodroma atrata
Espèce
Statut de conservation UICN

 EN B2ab(v) : En danger
Le Pétrel de Henderson (Pterodroma atrata) est une espèce d'oiseaux de la famille des Procellariidae.

## Répartition
Cet oiseau est endémique de l'île d'Henderson dans les îles Pitcairn. Elle a disparu de Pitcairn et de Ducie.

## Publication originale
- Mathews, 1912 : The birds of Australia. Witherby and Co., London, vol. 2.